# C'est Bon Kultur
C'est Bon Kultur (även CBK) är en ideell förening och seriekollektiv som har sitt säte på Seriecenter i Malmö. Sedan 2001 har C'est Bon Kultur publicerat tidskriften C'est Bon Anthology och anordnat utställningar med bild- och seriekonst. C'est Bon Kultur har som syfte att "främja, utveckla och sprida serier med högre konstnärliga ambitioner". 
Hösten 2005 flyttade C'est Bon Kultur in i Kulturhuset Mazetti i Malmö. Tillsammans med Seriefrämjandet, Seriestudion och Kulturskolan utgör de Seriecenter, en samlingsplats för tecknade serier i Malmö.

## C'est Bon Anthology
C'est Bon Anthology är en internationell, engelskspråkig serieantologi startad 2001 som publicerar tecknade serier på engelska av serietecknare från olika länder. Tidskriften vill fokusera på experimentlusta och avancerad seriekonst, och flytta fram gränserna för vad man kan göra med seriemediet. I sin nuvarande form har antologin utkommit i 24 nummer fram till i februari 2014. Antologin utges av svenska C'est Bon Kultur, en ideell förening och seriekollektiv som har sitt säte på Seriecenter i Malmö.

### Beskrivning och historik
Serierna publiceras på engelska, eftersom man anser att nationella och språkliga gränser inte ska hindra spridningen av seriekonsten. Serierna som publiceras skapas av både svenska och internationella serieskapare, och även publiken är internationell.
C'est Bon Anthology har existerat i tre olika versioner sedan starten 2001. Den första var som ett fanzin som under titeln C'est Bon utkom med elva nummer med serier, främst från medlemmarna i seriekollektivet. I samband med nummer 10 och 11 började även andra serietecknare från Europa medverka. Tidskriften bytte då utseende och namn till C'est Bon Anthology och utkom med fem nummer. År 2006 började tidskriften distribueras i USA genom seriekatalogen Previews, och man gjorde då om utseendet igen och lade till "volume" i titeln. Tidskriften har sedan dess kallats C'est Bon Anthology volume 1 och framåt.
De olika versionerna av tidskriften:
- C'est Bon 1–11 (2001–2004))
- C'est Bon Anthology 1–5 (2004–2005)
- C'est Bon Anthology vol. 1– (2006–)

### Medverkande serieskapare
Exempel på serietecknare som medverkat i C'est Bon Anthology är:
- Niklas Asker
- Andrea Bruno
- Mattias Elftorp
- Sara Granér
- Henri Gylander
- Susanne Johansson
- R. Kikuo Johnson
- Loka Kanarp
- Kolbeinn Karlsson
- Lars Krantz
- David Mack
- Jamil Mani
- Rutu Modan
- Olivier Schrauwen
- Marko Turunen

### Publikationer
Detaljerade uppgifter och exempel på utgivna nummer av C'est Bon Anthology.

#### C'est Bon (2001-2004)
C'est Bon var en svensk serietidning som våren 2001 startade i form av et seriefanzin i A5-format. Bakom tidningen stod Oskar Aspman, Mattias Elftorp, Daniel Novakovic och Jacob Kindstedt. Från och med tredje numret gick tidningen upp i format och från och med C'est Bon nr 4 hade tidningen hittat sin form i ett fast s.k. "C'est Bon-format", 200 x 260 mm. Sammanlagt kom 11 nummer innan tidningen utvecklades till C'est Bon Anthology 2004. Under den tiden hann redaktionen skapa i C'est Bon Kultur, samt ändra sammansättning. Daniel Novakovic gick sin egen väg och ersattes av först Niklas Asker och senare även Susanne Johansson. Gäster i tidningen var Linda Siewert, Ambra Bolin, Marja Tonteri Tillgren och Camilla Eklund.

##### Publikationer
- C'est Bon 1 Omslag av Jacob Kindstedt och Mattias Elftorp. Utgiven våren 2001.
  - One Last Day av Jacob Kindstedt
  - Sweet Misanthropy av Daniel Novakovic
  - The Lord Of Flies av Mattias Elftorp
  - Zombie av Oskar Aspman

- C'est Bon 2 Omslag av Daniel Novakovic. Utgiven hösten 2001.
  - Piracy Is Liberation av Mattias Elftorp
  - Obituary av Oskar Aspman
  - Trying To Wake The Sleeping Giant av Jacob Kindstedt

- C'est Bon 3 Omslag av Jacob Kindstedt. Utgiven februari 2002.
  - Midnight av Oskar Aspman
  - Inbetween av Daniel Novakovic
  - Worms av Mattias Elftorp
  - Spacebugs av Jacob Kindstedt
- C'est Bon 4 Omslag av Oskar Aspman. Utgiven juli 2002.
  - Bluethinkday av Oskar Aspman
  - When The Stars Are Right (pt 1) av Mattias Elftorp
  - Too Much Sugar Boy av Jacob Kindstedt
  - Mr Bojangles in I Love Lucy av Daniel Novakovic
- C'est Bon 5/6 Omslag av Oskar Aspman och Mattias Elftorp. Utgiven november 2002.
  - Mr Minamis Unwritten Story av Niklas Asker
  - When The Stars Are Right (pt 2) av Mattias Elftorp
  - The Visit av Jacob Kindstedt
  - Whitethinkday av Oskar Aspman
- C'est Bon 7 Omslag av Niklas Asker. Utgiven mars 2003.
  - The night before av Niklas Asker
  - The monotonous work of the monkey lord av Jacob Kindstedt
  - Anniversary av Mattias Elftorp
  - Desperation av Oskar Aspman och Linda Siewert
- C'est Bon 8 Omslag av Jacob Kindstedt. Utgiven maj 2003.
  - X marks the spot av Niklas Asker
  - Bye bye, Mr Fluffy Bear av Jacob Kindstedt
  - What do you love? av Camilla Eklund
  - Blackthinkday av Oskar Aspman
  - Life is never now av Ambra Bolin och Mattias Elftorp
- C'est Bon 9 Omslag av Mattias Elftorp. Utgiven september 2003.
  - Black Bird av Camilla Eklund
  - The Flight Of The Bumble Bee av Niklas Asker
  - The Use Of Compassion Explained av Oskar Aspman
  - Wires av Susanne Johansson och Mattias Elftorp
  - Life In A Pickle av Mattias Elftorp och Oskar Aspman
- C'est Bon 10 Omslag av Niklas Asker. Inre illustration av Susanne Johansson. Utgiven december 2003.
  - Redthinkday av Oskar Aspman
  - Rise of the Metronome av Marja Tonteri Tillgren
  - Solitary av Jacob Kindstedt
  - Infotrip av Mattias Elftorp
- C'est Bon 11 Omslag av Oskar Aspman. Utgiven april 2004.
  - Camping av Jacob Kindstedt
  - Ghostwriter av Mattias Elftorp och Susanne Johansson
  - To be confirmed av Daniel Novakovic
  - Communications av Mattias Elftorp

#### C'est Bon Anthology 1–5 (2004–2005)
C'est Bon Anthology 1 (2004)
- Omslag av Teddy Kristiansen
- It's a long way... av Ole Comoll
- On a porch in Guatemala av Katharina Karlström och Oskar Aspman
- Old Rose av Anke Feuchtenberger
- Monk av Danijel Zezelj
- Just Lying av Mattias Elftorp
- To the far shore av Tommi Musturi
- Heartbeater av Susanne Johansson

C'est Bon Anthology 2 (2004)
- Omslag av Danijel Zezelj
- Grandad av Jens Thegler
- Laisse-moi av Johanna Rojola
- Sing my song av Oskar Aspman
- Sade (an exerpt) av Ville Ranta
- Everything in flames av Tommi Musturi
- Hungry eyes av Fabian Göransson
- 7 am av Mattias Elftorp
- Tooth madonna av Fabian Göransson

C'est Bon Anthology 3 (2004)
- Omslag av Susanne Johansson
- The face/the box av Mattias Elftorp
- The swedish model av Susanne Johansson
- Boys av Bill Koeb
- Give av Uli Oesterle
- Feels kind of strange to see you av Loka Kanarp

C'est Bon Anthology 4 (2005)
- Omslag av Jan Solheim
- The visit av Maria Isenbecker och Jan Solheim
- The wedding guest av Ina Kallis
- Bibi av Danijel Zezelj
- Friends of Henry av Ole Comoll
- The valley of death av Jonna Björnstjerna
- Prothesis av Mattias Elftorp och Susanne Johansson

C'est Bon Anthology 5 (2005)
- Omslag av Knut Larsson.
- Scale model av Tommi Musturi
- Meatboat country av Sara Granér
- Winter av Django Mikalacki & Igor Kordey
- Desert av Carol Swain

### C'est Bon Anthology vol. 1– (2006–)
- C'est Bon Anthology vol. 1. Omslag av Brian Wood. (2006)
- C'est Bon Anthology vol. 2. Omslag av Nathan Fox. (2006)
- C'est Bon Anthology vol. 3. Omslag av James Jean. (2007)
- C'est Bon Anthology vol. 4. Omslag av Junko Mizuno. (2007)
- C'est Bon Anthology vol. 5. Omslag av Susanne Johansson. (2008)
- C'est Bon Anthology vol. 6. Omslag av Knut Larsson. (2008)
- C'est Bon Anthology vol. 7. Omslag av Niklas Asker. (2009)
- C'est Bon Anthology vol. 8 – The Animation of Rules. Omslag av Kolbeinn Karlsson. (2009)
- C'est Bon Anthology vol. 9 – Entanglements. Omslag av Eliza Frye. (2009)
- C'est Bon Anthology vol. 10 – Apocrypha (those having been hidden away). Omslag av Martin Flink. (2010)
- C'est Bon Anthology vol. 11 - Variations. (2010)
- C'est Bon Anthology vol. 12 - Expiration Date. (2010)
- C'est Bon Anthology vol. 13 - Levels. (2010)
- C'est Bon Anthology vol. 14 - Square One/Rabid Rabbit - Square One (ett samarbete). (2011)
- C'est Bon Anthology vol. 15. (2011)
- C'est Bon Anthology vol. 16 - International Comics Art Magazine. (2011). ISBN 9197957003
- C'est Bon Anthology vol. 17 - Ten. ISBN 91-979570-1-1
- C'est Bon Anthology vol. 18 - What is art? (2012) ISBN 9789197957021
- C'est Bon Anthology vol. 19 - Interposed. ISBN 978-91-978089-9-6
- C'est Bon Anthology vol. 20/21 - Kolorama. Omslag av Kolbeinn Karlsson. ISBN 978-91-979570-4-5
- C'est Bon Anthology vol. 22 - Singularity. Omslag av Sarah Kläpp (2013). ISBN 978-91-979570-4-5
- C'est Bon Anthology vol. 23 - All saints. av Marcel Ruijters (2014). ISBN 9789197957069
- C'est Bon Anthology vol. 24 - Hair. Omslag av Mari Ahokoivu (2014). ISBN 91-979570-7-0

## Redaktion
Redaktionen för C'est Bon Anthology utgörs av styrelsemedlemmarna i C'est Bon Kultur. Medlemmarna är verksamma som serieskapare, illustratörer, seriemanusförfattare och formgivare.
Den nuvarande redaktionen består av:
- Mattis Telin
- Christina Cromnow
- Henrik Rogowski
- Lisa Örtlund
- Luddvig Melin
- Kinga Dukaj
- Oskar Aspman
- Mattias Elftorp
- Gonzalo Rodriguez
- Johnie Ekman

Bland de som tidigare ingått i redaktionen finns:
- Daria Bogdanska
- Niklas Asker
- Johan Jergner-Ekervik
- Susanne Johansson
- Jacob Kindstedt
- Daniel Novakovic
- Sofia Falkenhem
- Martin Flink
- Allan Haverholm
- Catharina Iwarsson
- Frøydis Sollid Simonsen
- Patrik Stigzelius

## Utställningar
C'est Bon Kultur har anordnat utställningar med serierelaterad konst av inbjudna serieskapare och medlemmarna själva. Ofta har man ställt ut serieskapare som medverkat i tidskriften, till exempel Martin Tom Dieck och Anke Feuchtenberger. 
Bland de producerade utställningarna finns:
- C'est Bon AltCom Exhibition (2004)
- C'est Bon Kultur presenterar: Must be art (2004)
- C'est Bon AltCom Exhibition v1.2 (2004)
- C'est Bon Kultur at Glassfabriken (2005)
- C'est Bon Kultur at the Aralis Design Library Center (2005)
- C'est Bon Kultur presenterar: Seriecenter06 (2006)
- C'est Bon Kultur at Komiks.dk (2006)
- C'est Bon Prioritaire (2007)
- C'est Bon Kultur presenterar: Vortex – Martin Tom Dieck (2007)
- C'est Bon Kultur presenterar: Comics as Art (2007)
- C'est Bon Panorama: Rödluvan (2008)
- C'est Bon Kultur presenterar: Anke Feuchtenberger (2009)
- C'est Bon Panorama II: Frankenstein (2009)
- C'est Bon Black Box (2010)